# طرخشقون أزرق سماوي
طرخشقون أزرق سماوي (Taraxacum cyanolepis) هو نوع نباتي يتبع جنس الطرخشقون من القبيلة الشيكورية.